# تحليل السياسات
تحليل السياسات العامة هو حقل متعدد التخصصات لدراسة وضعت في العلوم السياسية، وذات علاقة وطيدة مع تخصصات أخرى مثل' اقتصاد، في علم الاجتماع في احصائية. ما يميزه عن غيره من العلوم السياسية بالمعنى التقليدي هو محور 'تحليل، يتم نقل أي من هذه الدراسة في السلطة والمؤسسات (المؤسساتية نهج) لدراسة سلوك من الجهات الفاعلة في الساحة العامة (نهج السلوكية).
دراسة السياسة العامة، وبعد ذلك، هو العمل البحثي الذي يحتوي على وحدتها الأساسية للتحليل فيما يتعلق مشكلة الجماعي الذي السلطات العامة (وتحت ظروف معينة حتى المنظمات الخاصة) تقرر أن تفعل أو لا تفعل شيئا.
قد نهج لدراسة السياسات العامة تختلف باختلاف الطرق المستخدمة (استقرائي استنتاجي أو) والغرض (وصفي أو مفروضة)

## مراحل لتحليل السياسات
- تحديد المشكلة وتحديد

·محللون يبحثون عن جوهر المشكلة، والأسباب التي نشأت عليها، والعواقب التي يمكن أن تحدث في ظل عدم وجود تعريف صحيح.
يجب على صانعي السياسة · ندرك أن رؤيتهم للمشكلة واحدة فقط ممكن وليس بالضرورة أن تكون دائما على الراجح.
· تعريف هو نظام الرصد المركزية أو آلية الرصد التي تؤثر على نجاح جميع مراحل لاحقة من تحليل السياسات
- - صياغة البدائل

· تعريف هو نظام الرصد المركزية أو آلية الرصد التي تؤثر على نجاح جميع المراحل اللاحقة لتحليل السياسات.
· مرحلة صياغة حصرية مهمة لموظفي الحكومة، هو المسؤول عن اتخاذ القرار النهائي وتصميم هذه السياسة لا تزال في يد الحكومة.
· فرز البدائل حتى تتمكن من معرفة ما هو صحيح
- - اعتماد البديل

· اعتماد بديل هو الوقت تحتاج إلى النظر إذا تقنيا وسياسيا، ويتم تحديد بديل قابل للتطبيق من الناحية الاجتماعية.
· وتوفير حل لهذه المشكلة التي ولدت فيه.
- - إذا كنت تستجيب لأهداف وغايات التي تم وضعها مع الأخذ في الاعتبار تطبيق التكلفة.
  - إذا كان من أثر اختيار بديل لا يؤدي إلى آثار سلبية على البيئة التي اعتمدت.
- تنفيذ البديل المختار
  - في هذه المرحلة أن نأخذ في الاعتبار من هو المسؤول عن التنفيذ.

· عند المواطن يأتي في اتصال مع المؤسسات العامة، وهي مسؤولة عن توزيع السلع والخدمات لسياسة معينة.
· من المهم أن الحكومات لديها في مشاركة الناس العقل في صنع القرار والسياسات العامة لاستخدام الأدوات.
· لكي تصبح السياسة التي يجب أن تكون محددة من حيث الأهداف وتحديد النتائج.
- تقييم النتائج

· التقييم هو المرحلة الأخيرة من عملية وضع السياسات ووضعها في عملية دورية هي أول دراسة لهذه المشكلة التي يمكن أن تؤدي إلى تصميم سياسة جديدة أو تغييرات على قائمة واحدة.
· التقييم هي التغييرات الأكثر شيوعا في السياسة العامة أو اعتماد آخر.
- - في هذه المرحلة معرفة ما إذا كان سيتم حل المشكلة التي دفعت هذه السياسة.

· تحديد وتقييم وجود سياسة لتقييم الآثار المترتبة على تدخل الحكومة في مجال البيئة الاجتماعية والمادية · التقييم يقدم معلومات لصالح قابلة للحياة وعلى أداء السياسة، وهذا هو، إلى أي مدى فهمهم للاحتياجات، والقيم، وفرصة من خلال العمل العام..